# Jihad Al-Atrash
Jihad Al-Atrash (arabe : جهاد الأطرش) est un acteur et doubleur libanais né le 28 août 1943,,,.

## Filmographie

### Comme acteur

#### À la télévision
- 2010: Ajyal
- 2015: Cello

### Doublage
- Le Tour du monde en quatre-vingts jours (série télévisée d'animation)
- Arrow Emblem: Hawk of the Grand Prix
- Manga Aesop Monogatari
- Manga Hajimete Monogatari
- Manga Sarutobi Sasuke
- Ordy ou les Grandes Découvertes
- The Men of Angelos
- Rémi sans famille
- Pokémon, la série
- Saint Mary[5]
- Biniky le dragon rose
- Goldorak